# Filip I. Francoski
Filip I.  (francosko Philippe Ier), imenovan Zaljubljeni, je bil od leta 1060 do 1108 frankovski kralj, * 23. maj 1052, Champagne-et-Fontaine, Francija, † 29. julij 1108, Melun, Francija.
Njegova vladavina, tako kot vladavine večine zgodnjih Kapetingov, je bila za tisti čas izredno dolga. Monarhija je po padcu med vladavino njegovega očeta začela postopoma okrevati. Filip je k frankovskim posestim dodal Vexin in Bourges.

## Zgodnje življenje
Rojen je bil  23. maja 1052 v Champagne-et-Fontaine kot  sin kralja Henrika I. in njegove žene Ane Kijevske. Nenavadno za tisti čas v zahodni Evropi je bilo njegovo ime grškega izvora, ki mu ga je dala mati. Za kralja je bil okronan že pri sedmih letih. Do njegovega štirinajstega leta (1066) je kot regentka vladala njegova mati, prva frankovska kraljica v tej vlogi. Kot njen soregent je vladal Balduin V. Flandrijski.

## Vladanje
Po smrti Balduina VI. Flandrijskega je Flandrijo zavzel Robert Frizijec.  Balduinova vdova Rihilda je prosila za pomoč Filipa, ki ga je Robert porazil v bitki pri Casslu leta 1071.
Filip se je prvič poročil leta 1072 z Berto Nizozemsko.  V zakonu naj bi se rodil njegov dedič, a se je Filip zaljubil v Bertrado Montfortsko, ženo Fulka IV., grofa Anžujskega. Filip je Berto zavrnil, češ da je predebela, in se 15. maja 1092 poročil z Bertrado.  Leta 1094 ga je po sinodi v Autunu papeški legat Hugo iz Dieja izobčil. Po dolgem molku je papež Urban II. na koncilu v Clermontu novembra 1095 ponovil njegovo izobčenje. Izobčenje so večkrat preklicali, ker je Filip obljubljal, da se bo ločil, a tega ni storil. Leta 1104 je opravil javno pokoro in je verjetno zamolčal svojo tajno zvezo z Bertrado.  V Franciji je je bil kraljev glavni nasprotnik škof  Ivo iz Chartresa, sicer znan pravnik.
Filip je  leta 1060 za prvega francoskega konstabla imenoval Alberikala. Velik del svoje vladavine je, tako kot njegov oče, porabil za dušenje uporov svojih oblasti željnih vazalov. Leta 1077 je sklenil mir z Viljemom Osvajalcem, ki je opustil poskuse osvojitve Bretanje. Leta 1082 je  razširil svoje posesti s priključitvijo Vexina in leta 1100 Bourgesa.
Na prej omenjenem koncilu v Clermontu se je začela prva križarska vojna. Filip je zaradi spora z Urbanom II. sprva osebno ni podpiral, Filipov brat Hugo I. Vermandoiški pa je bil glavni udeleženec križarskega pohoda.

## Smrt
Filip je umrl na gradu Melun in bil na njegovo željo pokopan v samostanu Saint-Benoît-sur-Loire  in ne v St Denisu med njegovimi predniki. Nasledil ga je njegov sin Ludvik VI., katerega nasledstvo je bilo porno.

## Otroci
Z Berto Nizozemsko:
- Konstanca (1078 – 14. september 1126), poročena s Hugom I. Šampanjskim[15] in po ločitvi z Bohemondom I. Antiohijskim,[16]
- Ludvik VI. (1. december 1081 – 1. august 1137),[16]
- Henrik (1083, umrl mlad).

Z Betrado:
- Filip, grof Manteški (1093 – fl. 1123),[17]
- Fleury, (1095 – julij 1119),[18]
- Cecilija(1097 – 1145), poročena s Tankredom Galilejskim [19] in po njegovi smrti s Ponsom Tripolijskim.[20]